# 韓宰 (前燕)
韓宰（？—？），昌黎郡（今辽宁省锦州市义县）人，五胡十六国時代前燕政治人物。
韓宰在前燕景昭帝慕容儁時，担任揚威将軍、謁者僕射。其子韓昞，唐代的史书为李昞避諱改记为韓景。